# Forever Delayed
Forever Delayed is een verzamelalbum van de Welshe alternatieve rockband Manic Street Preachers uit 2002. Het is een compilatie van de grootste hits van de band tot 2002.

## Overzicht
Drie oudere nummers waren nog nooit eerder op een album verschenen: "Motown Junk", "Suicide Is Painless" en "The Masses Against the Classes". Daarbij verschenen nog twee gloednieuwe nummers: "There by the Grace of God" en "Door to the River".
De titel komt van de single "Roses in the Hospital" uit 1993, dat zelf niet werd inbegrepen in het album.
Het album behaalde de vierde plaats in de UK Albums Chart.

## Ontvangst
Forever Delayed werd positief ontvangen voor de muziek, maar kreeg kritiek voor het compileren van de best verkochte in plaats van de beste singles.

## Tracks
| Nr. | Titel                                           | Duur |
| --- | ----------------------------------------------- | ---- |
| 1.  | A Design for Life                               | 4:20 |
| 2.  | Motorcycle Emptiness                            | 5:06 |
| 3.  | If You Tolerate This Your Children Will Be Next | 4:51 |
| 4.  | La Tristesse Durera (Scream to a Sigh)          | 4:06 |
| 5.  | There by the Grace of God                       | 3:47 |
| 6.  | You Love Us                                     | 3:14 |
| 7.  | Australia                                       | 3:42 |
| 8.  | You Stole the Sun from My Heart                 | 4:21 |
| 9.  | Kevin Carter                                    | 3:24 |
| 10. | Tsunami                                         | 3:49 |
| 11. | The Masses Against the Classes                  | 3:23 |
| 12. | From Despair to Where                           | 3:21 |
| 13. | Door to the River                               | 4:41 |
| 14. | Everything Must Go                              | 3:07 |
| 15. | Faster                                          | 3:53 |
| 16. | Little Baby Nothing                             | 4:12 |
| 17. | Suicide Is Painless (Theme from M*A*S*H*)       | 3:28 |
| 18. | So Why So Sad                                   | 3:45 |
| 19. | The Everlasting                                 | 4:07 |
| 20. | Motown Junk                                     | 3:59 |